# 49 تشامبرز
49 تشامبرز (بالإنجليزية: 49 Chambers)، المعروف سابقًا باسم مبنى بنك الادخار الصناعي للمهاجرين و 51 شارع تشامبرز ، هو مبنى سكني يقع في 49-51 شارع تشامبرز في حي سيفيك سنتر في مانهاتن في مدينة نيويورك. تم بناؤه بين عامي 1909 و1912، وقد صممه ريموند إف ألميرال على طراز الفنون الجميلة. يحتل المبنى شارع تشامبرز من الجنوب، وشارع إلك من الشرق، وشارع ريد من الشمال.
كان 49 شامبرز أكبر مبنى بنك في الولايات المتحدة عند اكتماله. كان أول ناطحة سحاب تستخدم تصميم "H"، الذي يوفر الضوء والهواء لأجزاء أكثر من المبنى. يحتل الطابق السفلي حتى الطابق الثاني قطعة الأرض بالكامل، بينما تحتوي الطوابق من الثالث إلى الخامس عشر على تصميم "H" وهو مصمم ليشبه زوجًا من الأبراج. الواجهة مصنوعة إلى حد كبير من الحجر الجيري إنديانا، وكذلك بعض الطوب والجرانيت.
في الداخل، شكل في السابق الطابق الأول والثاني قاعة مصرفية، تستخدم كمساحة للمناسبات. وتم استخدام الطوابق العليا كمكاتب قبل تحويلها إلى 99 وحدة سكنية.
المبنى الحالي هو المبنى الثالث الذي بناه بنك توفير المغتربين في نفس الموقع. سبق للبنك أن أقام هياكل في عامي 1858 و1885-1887. أصبح المبنى لاحقًا مملوكًا لحكومة مدينة نيويورك حتى عام 2013، وتم تحويله إلى وحدات سكنية في عام 2017. تمت إضافة 49 شامبرز إلى السجل الوطني للأماكن التاريخية في عام 1982، وتم تصنيف كل من الجزء الخارجي والداخلي في الطابق الأول على أنه جديد. معالم مدينة يورك عام 1985.

## الموقع
يقع 49 شامبرز في حي سيفيك سينتر في مانهاتن، إلى الشمال مباشرة من سيتي هول بارك. لها واجهة على طول شارع تشامبرز من الجنوب وشارع ريد من الشمال. بالإضافة إلى ذلك، مقابل شارع 49 تشامبرز موقف للسيارات وشارع إلك من الشرق، و 280 برودواي من الغرب. تشمل المباني والمواقع القريبة الأخرى مبنى برودواي تشامبرز و 287 برودواي إلى الغرب؛ ومبنى تيد فايس الفيدرالي والنصب التذكاري الوطني للمدافن الأفريقية في الشمال؛ محكمة البديل في الشرق؛ ومحكمة تويد وقاعة مدينة نيويورك، داخل سيتي هول بارك، إلى الجنوب.  يبلغ حجم الموقع 123 قدم (37 م) في شارع تشامبرز و 125 قدم (38 م) على شارع ريد بعمق 151 قدم (46 م) .  
تنحدر الأرض من الشمال إلى الجنوب. كان الارتفاع الأرضي الأصلي أقل من شارع ريد وقريبًا من مستوى سطح البحر.  تحتوي المنطقة المحيطة على أدلة على دفن أفراد، معظمهم من أصل أفريقي، وقد بقيت بعض هذه الجثث تحت موقع مبنى بنك توفير المهاجرين.  داخل المنطقة، تم بناء كنيسة إطارية في 47 شارع تشامبرز في عام 1801 من قبل الكنيسة المشيخية في الولايات المتحدة الأمريكية. تم استبدال الكنيسة الإطارية بكنيسة من الطوب في عام 1818  والمبنى الحالي هو المبنى الثالث الذي يقيمه البنك على موقع الكنائس والمقابر. 

## الهندسة المعمارية
استمر بناء 49 شامبرز من عام 1909 إلى عام 1912، وقد صممه ريموند إف ألميرال على طراز الفنون الجميلة.
يبلغ ارتفاع المبنى 188.29 قدم (57.39 م) ويتكون من 17 طابقا فوق سطح الأرض.     في وقت الانتهاء، كان أكبر مبنى بنك في الولايات المتحدة. يتكون الجزء الخارجي لمبنى المهاجرين في الغالب من الحجر الجيري في ولاية إنديانا، مع وجود الجرانيت في الطوابق السفلية. 
تملأ الطوابق الثلاثة الأولى المساحة بأكملها، بينما تستخدم الطوابق المتبقية تخطيط "H"، مما يؤدي إلى إنشاء "ساحات مضيئة " لزيادة التعرض للضوء الطبيعي.   في الوقت الذي تم فيه تشييد مبنى بنك توفير المهاجرين، كان مطورو ناطحات السحاب في مدينة نيويورك يبحثون بشكل عام عن تخطيطات يمكنها زيادة المساحة الأرضية المضاءة بشكل طبيعي إلى أقصى حد.
قبل اكتمال مبنى بنك توفير المهاجرين، كثيرًا ما اشترى المطورون مباني منخفضة الارتفاع محيطة للحفاظ على مناظر مبانيهم؛ وبدلاً من ذلك، يقوم المهندسون المعماريون بتصميم الطوابق العليا لتكون أصغر من الطوابق السفلية للتعويض عن أفاريز السطح الكبيرة.  

### الواجهة

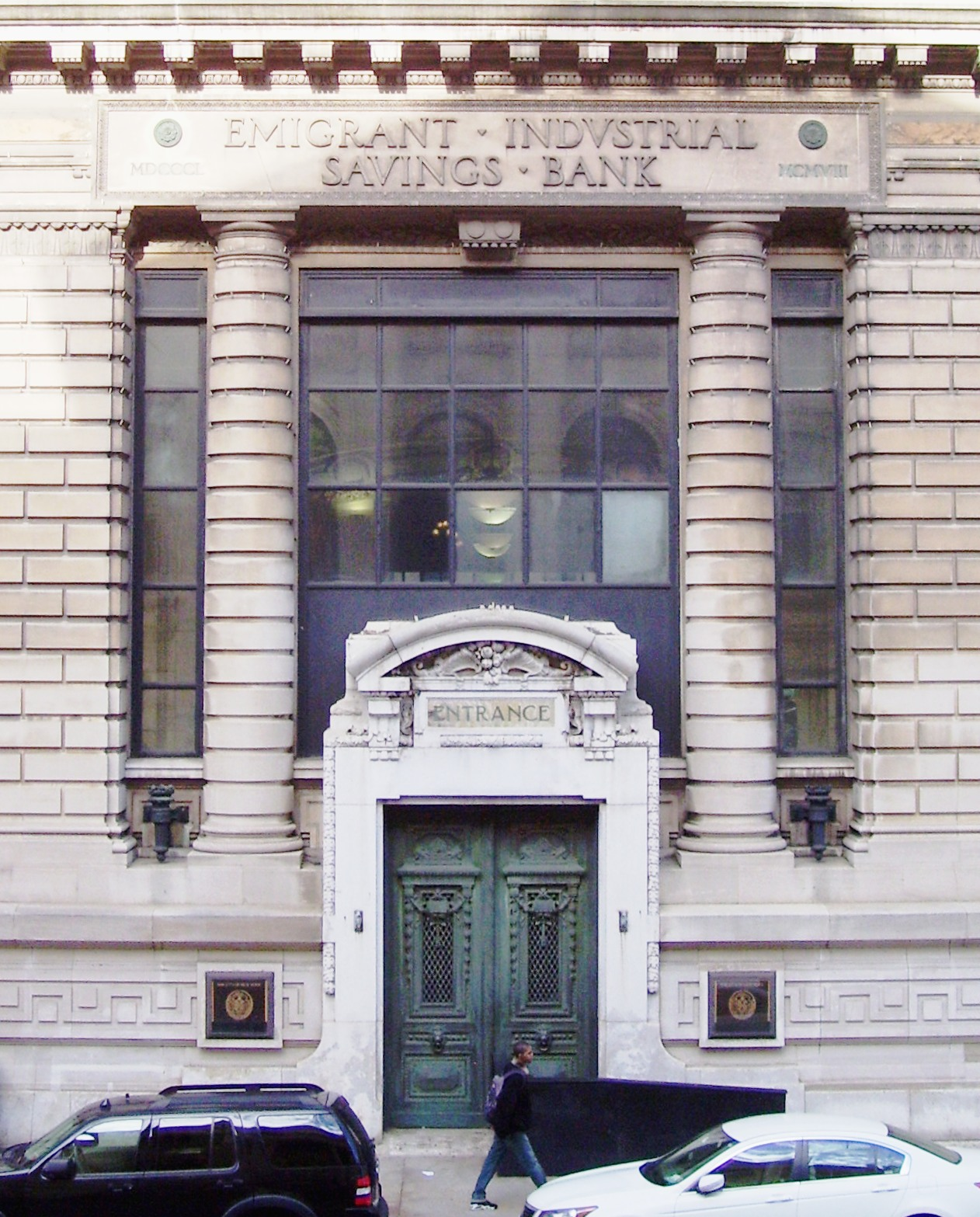
المدخل الرئيسي للمبنى.

تقع الواجهة فوق قبو مرتفع يحتوي على مسار حجري. على ارتفاع شارع تشامبرز، في الطابقين الأول والثاني، تقسم أرصفة الجرانيت الريفية والأعمدة المتداخلة الواجهة إلى تسعة خلجان. توجد نافذة مزدوجة الارتفاع في كل خليج. على الخلجان الستة الخارجية، توجد سوجس أسفل النوافذ وحجر أساس منمق فوقها. يقع المدخل الرئيسي في الخليج المركزي ويحتوي على محيط من الجرانيت أسفل قاعدة مقوسة مزخرفة تحمل كلمة "المدخل" . يوجد سطح خارجي فوق الطابق الثاني، تتخلله لوحة تحمل اسم البنك في الخلجان المركزية الثلاثة. توجد قاعدة متدرجة فوق الطابق الثاني، ويوجد شعار كبير فوق القاعدة في الخليج المركزي.  
يوجد أيضًا ثلاثة مداخل في شارع ريد. يحتوي المدخل الأوسط على محيط من الجرانيت تعلوه الكلمة "مصرف" ، في حين أن المداخل الأصغر على كلا الطرفين تعلوها عناوين الشوارع الخاصة بهم. يتم تقسيم الطابقين الأول والثاني من جانب شارع ريد بواسطة أعمدة من الطوب إلى سبعة خلجان، مع كون الخليج المركزي أوسع من الآخرين. تدعم الأرصفة إفريزًا بسيطًا فوق الطابق الثاني، ويوجد اسم البنك في المنتصف. تبرز قاعدة صغيرة فوق الخليج المركزي.  
النوافذ التي تواجه الشوارع مستطيلة، في حين أن النوافذ التي تواجه الملاعب الخفيفة تكون مستديرة بشكل تدريجي ومائلة نحو الجزء الداخلي من الملاعب المضيئة. هناك تسعة خلجان تواجه المحكمة في شارع تشامبرز وسبعة تواجه المحكمة الخفيفة في شارع ريد.   أما الطابق الثالث فيتم التعامل معه على أنه قصة "انتقالية" ويحتوي على نوافذ متصلة بتصميمات هندسية. تتكون الطوابق العشرة التالية، بين الطابقين الرابع والثالث عشر، من نوافذ مربعة الرأس ذات إطارات نحاسية تقع قليلاً بين أرصفة من الحجر الجيري. تحتوي الأقواس الثقيلة الموجودة أعلى طرفي كلا البرجين على زخارف نحل تستحضر عائلة باربريني التجارية، بالإضافة إلى المنحوتات الحجرية الكبيرة للنسور والجرار.   الجدران الغربية والشرقية عبارة عن جدران من الطوب العادي نسبيًا مع عدد قليل من النوافذ.   تحتوي هذه الجدران على لافتات مرسومة باسم البنك تعود إلى الستينيات. 

### التصميم الداخلي

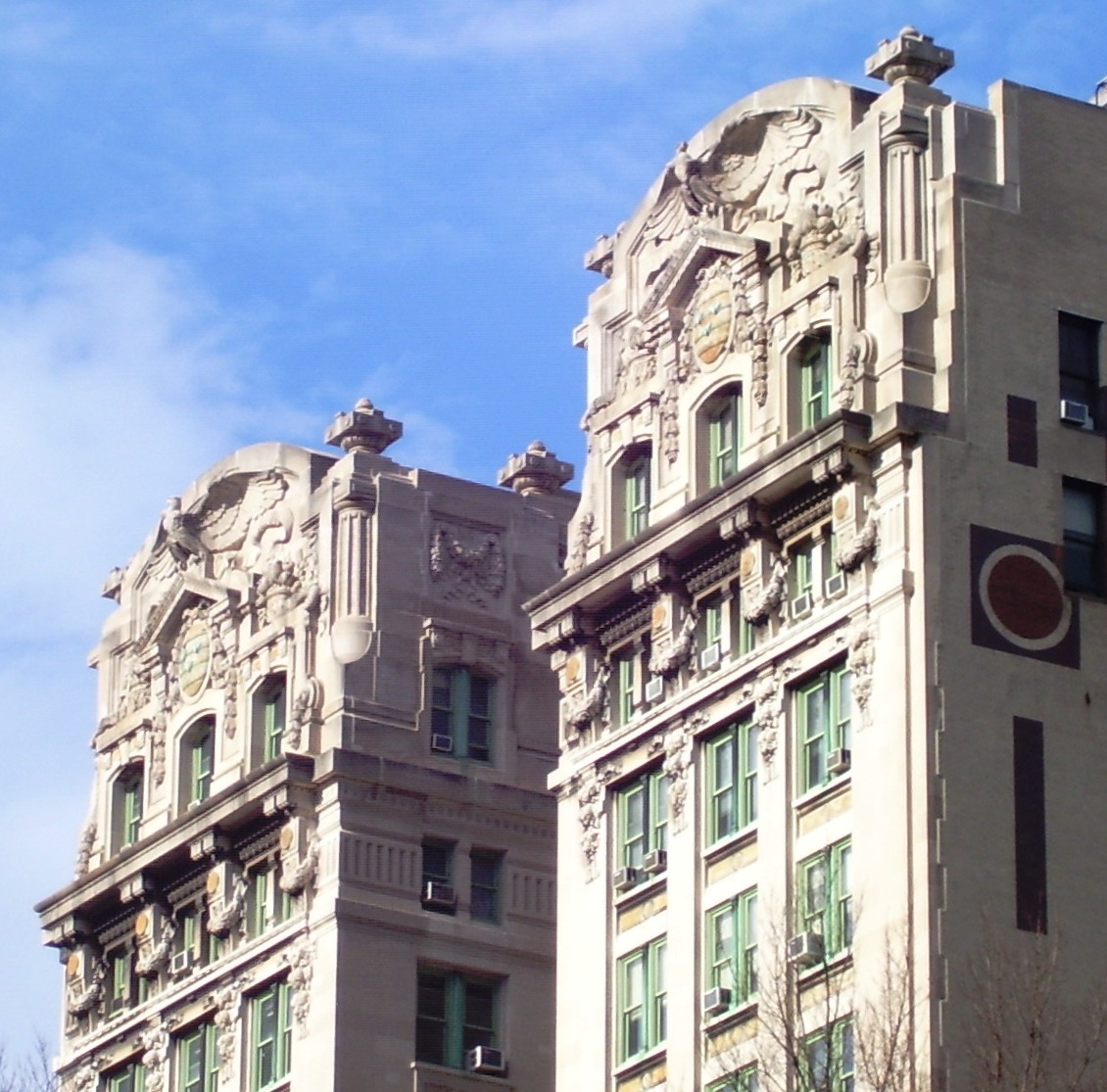
الجزء العلوي من أبراج المبنى، كما يرى من نهاية مانهاتن لجسر بروكلين.

كان لدى 49 شامبرز في البداية قاعة مصرفية في الطابقين الأول والثاني، وتم تقسيمها إلى مساحة مكتبية فوق الطابق الثاني.   منذ تحويله السكني في عام 2017، يضم المبنى 99 شقة سكنية، تتراوح من غرفة نوم واحدة إلى ثلاث غرف نوم.   تحتوي كل وحدة على ما لا يقل عن 1,000 قدم مربع (93 م2) .  تقع مداخل الوحدات السكنية للمبنى في شارعي تشامبرز وريد. 
49 شامبرز يتم تنفيذ أساس الغرف على قيسونات، وتمتد إلى طبقة الحصى من 60 إلى 65 قدم أسفل الرصيف. تمتد الأقبية إلى 36 قدم (11 م) عميق. تحمل الأرضيات حمولة قدرها 150 رطل في الطابق الأرضي والطابق السفلي، و 75 رطل لكل كم مربع في الطوابق العليا. الأرضيات مصنوعة من الطين المقطعي، بينما الأسقف معلقة أسفل ألواح الأرضية. يتم تعبئة جميع الأعمدة الموجودة أسفل الطابق الأول، باستثناء أعمدة الجدار الجانبي، بالخرسانة. كل عمود داخلي مقاوم للحريق بسمك 2 إلى 3 بوصة (51 إلى 76 مـم) من الخرسانة المثبتة في مكانها بمقدار 2 إلى 4 بوصة (51 إلى 102 مـم) من الطوب. 
يحتوي الطابق السفلي على العديد من وسائل الراحة للمقيمين، مثل صالة المقيمين، وحمام السباحة، وصالة الألعاب الرياضية، وغرفة البخار، والساونا، ومحاكي الجولف الافتراضي.   يحتوي الطابق السفلي أيضًا على غرفة طعام "على الطراز الحديث" في قبو سابق.  كما تم بناؤه، كان 49 شامبرز يحتوي على ثلاثة أقبية، ولكن تمت إزالة اثنتين منها أثناء تحويل المبنى السكني.  يوجد أيضًا سطح على السطح للمقيمين يغطي 7,000 قدم مربع (650 م2) .   كما تم بناؤه، يحتوي مبنى بنك توفير المهاجرين على سلالم برونزية مزخرفة. 

#### قاعة البنوك
الطابق الأول، قاعة البنوك سابقاً، يحتوي على أسقف 40 قدم (12 م) أرضيات وجدران رخامية عالية ونوافذ ممتدة من الأرض حتى السقف.   وهي محاذية إلى حد كبير بين الشمال والجنوب. غرف الانتظار، التي كانت تستخدم في الأصل كمقر للضباط، تمتد غربًا وشرقًا من الطرف الجنوبي لغرفة البنوك.  يتكون الجزء الداخلي من قاعة البنوك من كتل الحجر الجيري التي تم جلبها من استريا.
يتم الوصول إلى قاعة البنوك من المدخل المركزي في شارع تشامبرز، الذي يؤدي إلى بهو بأرضيات رخامية ذات نقوش هندسية. حاجز رخامي منحني، يحتوي على ثلاث مجموعات من الأبواب الدوارة، يفصل بين الردهة وقاعة البنوك، ومكسو بالحجر الجيري المصقول على جانب قاعة البنوك. 
وتمتد غرف الانتظار غربًا وشرقًا، بينما تمتد قاعة البنوك الرئيسية شمالًا على طول المباني تقريبًا. تحتوي جدران الردهات على ألواح ذات تصميمات يونانية، بالإضافة إلى لوحات برونزية تحمل اسم البنك وتاريخ تأسيس البنك وسنة الانتهاء من البناء. يحتوي الطرف الشمالي لغرفة البنوك على درج رخامي ينزل إلى المدخل المركزي في شارع ريد. 
القسم الرئيسي لقاعة البنوك مستطيل الشكل.  على الجدران الغربية والشرقية، كانت قاعة البنوك تحتوي على أقفاص من الرخام والحديد لصرافي البنوك   يوجد طابقان نصفيان، محاطان بالزجاج المصنفر والبرونز المزخرف، فوق أقفاص الصرافين. تحتوي قمم الجدران على إفريز متقن يتخلله في بعض الأماكن أعمدة داخل الجدران. السقف مدعوم بستة أزواج من الدعامات الكبيرة، بالإضافة إلى عدة دعامات صغيرة على كل جانب؛ جميع الأرصفة متصلة بالجدران، باستثناء الأرصفة الأربعة القائمة بذاتها في المركز. عند قمم الأرصفة، تقسم الأضلاع المقوسة السقف إلى ثلاثة أجزاء رئيسية.  يحتوي السقف على مناور بيضاوية كبيرة مصنوعة من الزجاج الملون، والتي تصور شخصيات مجازية في مختلف الصناعات.    على جانبي قاعة البنك، توجد أقسام سقف أصغر ذات قبب بسيطة مع وريدات وثريات متدلية.  العوارض الكبيرة الممتدة في الطابق الأول محاطة بخرسانة يبلغ متوسطها 3 بوصة (76 مـم) سميكة. 

## تاريخ

### الهياكل السابقة

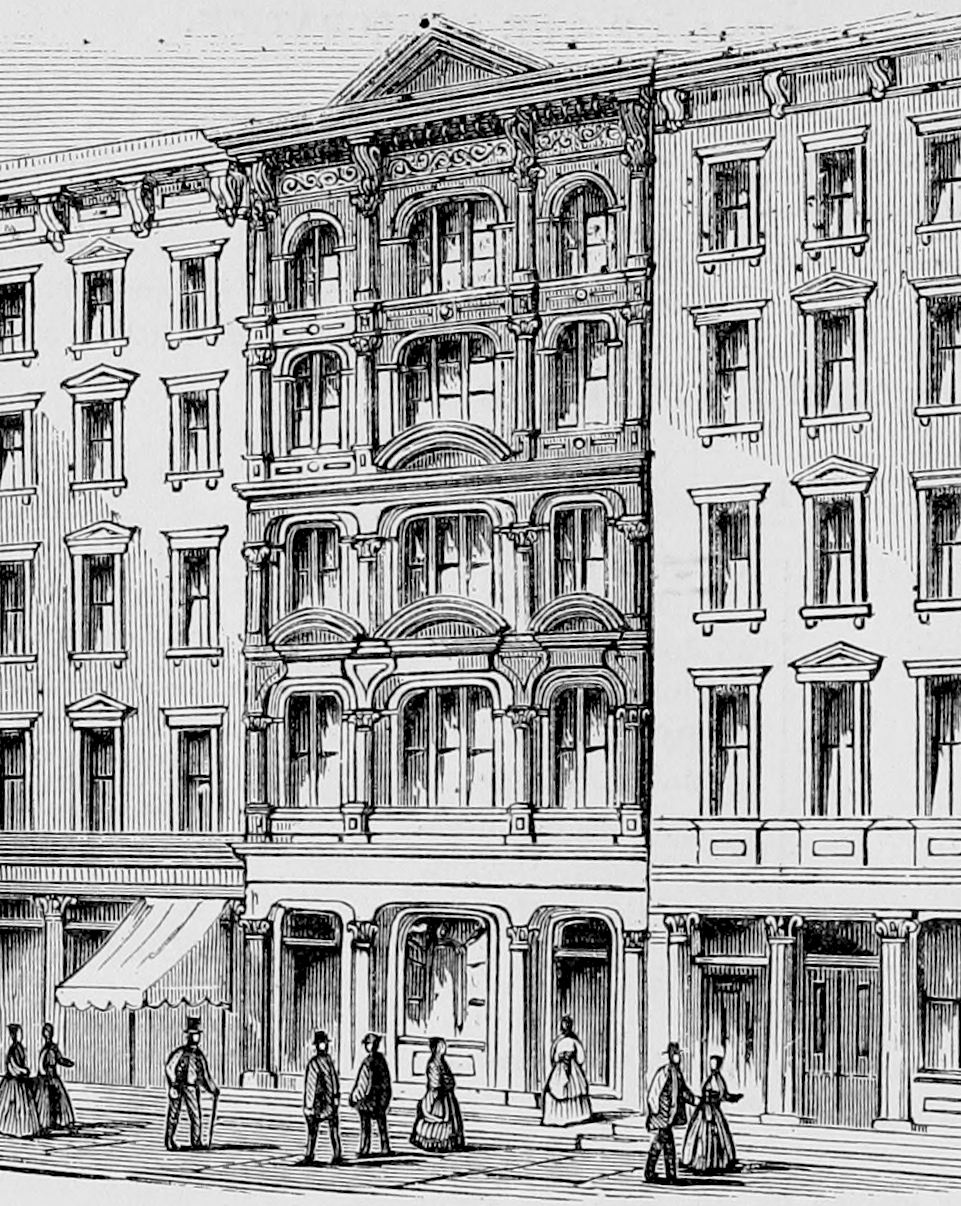
المباني السابقة في الموقع، عام 1858.

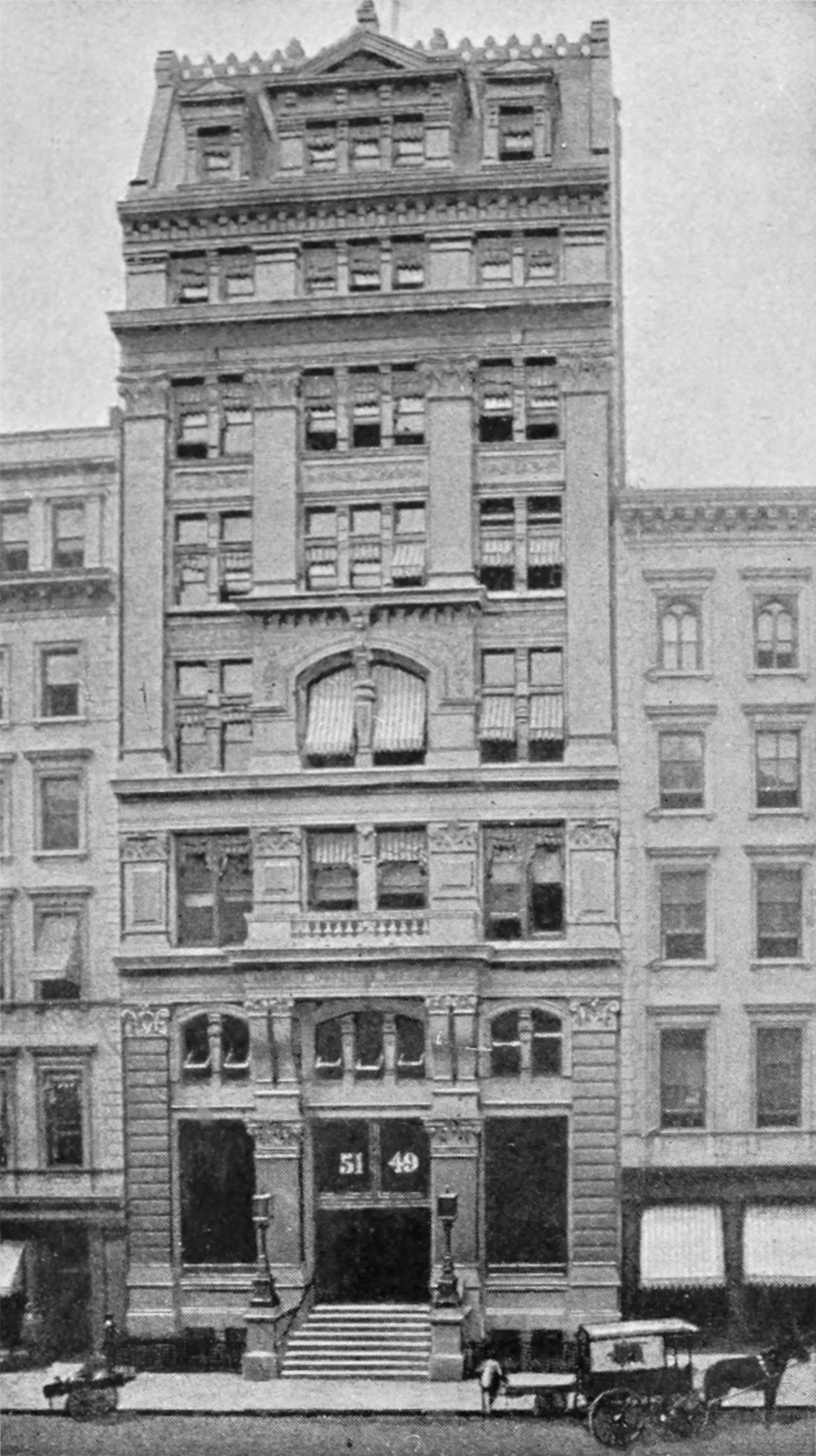
المباني السابقة في الموقع، عام 1887.

تم تنظيم بنك المهاجرين في عام 1850 من قبل رئيس أساقفة الروم الكاثوليك جون هيوز وجمعية المهاجرين الأيرلنديين، بهدف حماية مدخرات المهاجرين الأيرلنديين الذين وصلوا حديثًا إلى المدينة.  احتل البنك في البداية عقارًا مستأجرًا في 51 شارع تشامبرز. في عام 1858، هدم بنك المهاجرين الهيكل لإنشاء أول مبنى جديد له في الموقع. 
نجا البنك من حالة الذعر عام 1873 ونما بسرعة في العقد اللاحق، حيث قام بشراء مبنى مجاور في 49 شارع تشامبرز في عام 1882  بعد ثلاث سنوات من الشراء.   تم وصف مبنى البنك الثاني، الذي تم افتتاحه في نيسان 1887، بأنه مقاوم للحريق، بأرضيات من الطوب وعوارض هيكلية حديدية وأقسام من الطين وأسقف وجدران رخامية.  الواجهة الجرانيتية الريفية عند القاعدة تعلوها سقف منحدر . 

### البناء
في أيلول 1907، باعت شركة Century Realty وشركة Alliance Realty قطع الأراضي الواقعة بين 43 و47 شارع تشامبرز مقابل دولار واحد تقريبًا. مليون نقدا.   تحتوي هذه القطع على مبنى مكون من خمسة طوابق احتلته شركة Russell & Erwin Manufacturing Company "لسنوات عديدة" ؛  باعت الشركة هيكلها لشركات العقارات في عام 1906 وكانت تخطط للانتقال إلى مكان آخر.  تم الإعلان عن بنك المهاجرين باعتباره المشتري في أكتوبر 1907  تم التعاقد مع ألميرال لتصميم مبنى البنك الجديد، وبدأ في وضع الخطط في عام 1908.  
تم تأخير بدء المشروع بسبب عدم اليقين بشأن موقع مبنى بلدية مانهاتن.  تم اقتراح الموقع الذي يحده شارعي برودواي وريد ومركز وتشامبرز بشكل دوري لموقع مبنى البلدية.  بحلول عام 1908، قررت المدينة تشييد مبنى البلدية على بعد مبنى واحد شرق موقع بنك المهاجرين.  بدأ تشييد مبنى بنك ادخار المهاجرين الجديد بحلول آب 1909  وأثناء البناء، ظهرت شقوق كبيرة في الهيكل القديم، وتم تدعيمها لاحقًا.  تم الانتهاء من البناء بحلول عام 1912.

### استخدام البنك والمكاتب
استولى بنك الادخار المهاجرين في البداية على قاعة البنوك، بينما تم تأجير الطوابق الأخرى.   أعلنت المحكمة العليا في نيويورك في آذار 1912 أنها ستشغل الطابق الثالث عشر ونصف الطابق الثاني عشر في مبنى بنك الادخار المهاجرين. كان من المستأجرين الأوائل هو وكالة أسوشيتد برس، والتي انتقلت من مبنى ويسترن يونيون تلغراف في عام  وفي الوقت نفسه، شهد بنك الادخار المهاجرين زيادة في الودائع في السنوات التي تلت الانتهاء من المبنى الجديد.  في عام 1931، بدأ البنك خدمة الودائع الآمنة، مضيفًا خزائن جديدة في الطابق السفلي من المبنى. 
في عام 1964، حصلت حكومة مدينة نيويورك على تصريح لشراء مبنى بنك الادخار للمهاجرين والعديد من قطع الأراضي المحيطة به، والتي سيتم هدمها لإفساح المجال أمام مبنى بلدية جديد للمركز المدني.  وبعد ثلاث سنوات، أبلغت حكومة المدينة بنك الادخارالمهاجرين بأنه سيتم هدم المبنى.  أغلق البنك موقعه في شارع تشامبرز في عام 1969، وانتقل إلى موقع مؤقت في برودواي.  تم إلغاء خطط إعادة التطوير في النهاية بسبب الأزمة المالية لمدينة نيويورك عام 1975 ، لكن المدينة احتفظت بملكية مبنى بنك الادخار للمهاجرين. 

#### ملكية حكومة المدينة
بعد أن استولت حكومة المدينة على مبنى بنك الادخار للمهاجرين، تم استخدام الطوابق العليا من قبل العديد من وكالات المدينة.  تم افتتاح كشك للمراهنة في المبنى في عام 1971، بعد أن تم تقنين المراهنة خارج المسار في نيويورك .  أصبحت القاعة المصرفية مقرًا لمكتب مخالفات وقوف السيارات في مدينة نيويورك بدءًا من عام 1973  كان المبنى يضم أيضًا مدرسة أكاديمية الساتالايت لمدة عقدين من الزمن حتى عام 1999، عندما أجبرت حكومة المدينة المدرسة على الانتقال إلى مكان آخر. 
طلبت إدارة الخدمات البلدية 3.25 دولارًا مليون دولار في عام 1974 لتجديد مبنى بنك ادخار المهاجرين.  افتقرت وكالات المدينة في المبنى إلى مساحة كافية، ولكن لم يتم تجديد مبنى بنك الادخار للمهاجرين في ذلك الوقت لأن تطوير المركز المدني كان يعتبر معلقًا، ولم يتم إلغاؤه رسميًا.  بحلول عام 1978، خططت إدارة المباني في مدينة نيويورك لتجديد القاعة المصرفية الرئيسية، وإزالة الكثير من التفاصيل الزخرفية في هذه العملية. بول جولدبرجر، كاتب الهندسة المعمارية في اوقات نيويورك، وانتقد الخطط ووصف القاعة المصرفية بأنها "لا يمكن تعويضها" و "الأصل الحقيقي الوحيد الذي تمتلكه هذه المدينة شبه المفلسة".  وبعد معارضة الاقتراح، أسقطت المدينة خطط التجديد لاحقًا. 
بحلول عام 1994، تم وصف المبنى بأنه متهدم.  بعد هجمات 11 سبتمبر عام 2001، تم افتتاح مركز مساعدة في مبنى بنك الادخار للمهاجرين عام 2002، متحركًا من الرصيف 94 على نهر هدسون.  تم استخدام مبنى البنك لتصوير أفلام مثل فيلم سبايك لي لعام 2008 معجزة في سانت آنا، واستضاف أيضًا عمدة مدينة نيويورك مايكل بلومبرجحفل الافتتاح عام 2006. أثناء تجديد قاعة المدينة عام 2010، عقد مجلس مدينة نيويورك بعض الاجتماعات في مبنى بنك توفير المهاجرين. 

### تحويل عمارات

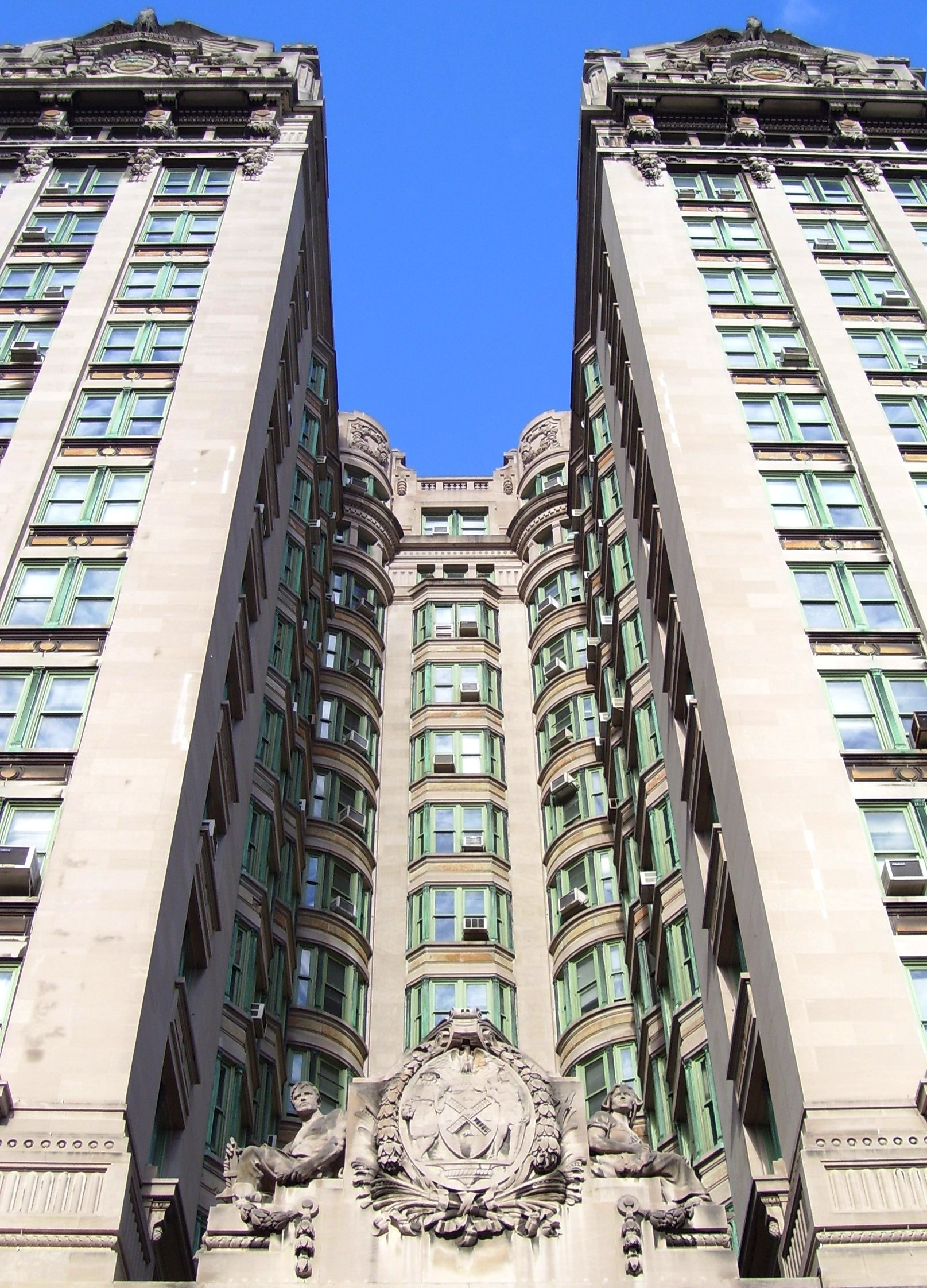
قاعة الإضاءة الداخلية للمبنى، كما تبدو من الأسفل.

اشترت مجموعة تشيتريت مبنى بنك توفير المهاجرين من المدينة مقابل 89 مليون دولارًا في عام 2013.
باعت حكومة نيويورك المباني في محاولة لتقليل مساحة المكاتب التي تمتلكها.   قام Chetrit بتحويل مبنى بنك توفير المهاجرين إلى وحدات سكنية وأعاد تسمية المبنى إلى 49 شامبرز. وفي خطة العرض المقدمة إلى المدعي العام في نيويورك في العام نفسه، أشار المطورون إلى أنهم خططوا لعرض 81 شقة.  تم التعاقد مع وودز باجوت لتجديد المساحة، وكذلك لاستعادة العناصر الزخرفية والزخارف التاريخية الأخرى في المبنى.    تم تحويل التصميمات الداخلية بواسطة غابيليني شيبارد أسوشيتس.  قام شيتريت أيضًا بتكليف المؤرخ المعماري توماس ميلينز، الذي كتب مقالًا عن الهندسة المعمارية والتاريخ في 49 شامبرز. 
أطلقت تشيتريت مبيعات الوحدات في نيسان 2017.   ومع ذلك، ونظرًا لقلة الطلب على الوحدات السكنية، عرضت تشيتريت منح وكلاء المشترين نصف عمولتهم عند توقيع العقد. في حزيران 2020، أعلن مشغل المتاحف الفرنسي أنه سيتم افتتاح متحف فني رقمي يُدعى صالة الأضواء(بالفرنسية: Hall des Lumières) ضمن 49 قاعة مصرفية تابعة لـ شامبرز.  تم تأجيل افتتاح صالة الأضواء،   وافتتح المتحف في النهاية في 14 أيلول 2022، مع تركيب فني لغوستاف كليمت .  
يقع 49 شامبرز أيضًا ضمن منطقتين تاريخيتين. وهي جزء من منطقة الدفن الأفريقية ومنطقة العموم التاريخية،  والتي تم تعيينها كمنطقة بارزة في المدينة في عام 1993.  يعد المبنى أيضًا جزءًا من منطقة الدفن التاريخية الأفريقية،  منطقة تاريخية وطنية. 